# Klenčí pod Čerchovem
Klenčí pod Čerchovem là một chợ huyện thuộc huyện Domažlice, vùng Plzeňský, Cộng hòa Séc.